# Guild no Uketsuke Jō Desu ga, Zangyō wa Iyananode Boss o Solo Tōbatsu Shiyō to Omoimasu
Guild no Uketsuke Jō Desu ga, Zangyō wa Iyananode Boss o Solo Tōbatsu Shiyō to Omoimasu (ギルドの受付嬢ですが、残業は嫌なのでボスをソロ討伐しようと思います?), también conocida como I May Be a Guild Receptionist, But I'll Solo Any Boss to Clock Out on Time en inglés, es una serie de novelas ligeras japonesas escritas por Mato Kousaka e ilustradas por Gaou. ASCII Media Works comenzó a publicar la serie bajo su sello Dengeki Bunko en marzo de 2021. Una adaptación a manga ilustrada por Suzu Yūki comenzó a serializarse en la revista Dengeki Daioh en junio de 2021. Una adaptación a serie de televisión de anime producida por CloverWorks se emitió en enero a marzo de 2025.

## Sinopsis
Alina Clover se convirtió en recepcionista del gremio de aventureros porque pensó que sería un trabajo fácil y seguro, pero desafortunadamente para ella tiene el molesto trabajo de tratar con idiotas y egoístas, teniendo que recordarles las regulaciones. Además, sus compañeros de trabajo constantemente le arrojan la parte inacabada del trabajo, dándole horas extras no remuneradas. No ayuda que los jefes de las mazmorras sean imbatibles durante largos períodos de tiempo, lo que genera más papeleo. En secreto, Alina tiene momentos en los que se rompe y usa su habilidad divina para convocar un poderoso martillo para perseguir a los jefes ella misma; desahogando todas sus frustraciones sobre el monstruo.
Desafortunadamente, el líder de un grupo de aventureros la vio y está decidido a agregarla a su grupo. Con la amenaza de que la despidan de su trabajo seguro por "trabajo adicional", ¿podrá Alina librarse de él?

## Personajes
Alina Clover (アリナ・クローバー Arina Kurōbā?)
 Seiyū: Rie Takahashi
Una joven recepcionista del Mostrador Iffole, tras tres años trabajando allí, posee una licencia de primera clase, otorgada al 10% superior de los que poseen poderes. Aunque ella misma no comprende por qué puede usar sus habilidades del reino divino, posee el poder de destruir reliquias con una sola mano, lo que la convierte en una luchadora extremadamente poderosa. Más tarde se revela que le fue otorgada una habilidad Dia, equivalente al nivel de un dios. Sin embargo, los Dioses Oscuros son lo suficientemente fuertes como para contraatacarla, ya que también poseen habilidades Dia. Para vivir una vida sin preocupaciones, termina sus horas extras el mismo día, pues se cansó de posponerlas para el día siguiente. Alina siempre piensa en eliminar sus horas extras e incluso negocia directamente con el maestro del gremio, Glen. Le molesta constantemente el apoyo y la disposición de Jade a ayudarla en todo lo posible, resentida por el hecho de que él parezca más competente que ella, pero desconoce sus sentimientos románticos hacia ella; sin embargo, con el tiempo, ella aprende a respetarlo y a preocuparse por él a medida que avanza la historia. También atrae la atención de muchos otros personajes masculinos a lo largo de la serie debido a su buena apariencia, para consternación y celos de Jade. También conocida como la "Verduga"; aunque usa el alias "Rovelc Anila" en sus papeles. Hasta ahora, Jade, Laila, la Espada Plateada, Glen, Fili y los guardias del gremio son los únicos que conocen su secreto.
Jade Scrade (ジェイド・スクレイド Jeido Sukureido?)
 Seiyū: Kentarō Kumagai
Líder y escudo/tanque de la Espada Plateada. Es diestro y ayuda a Alina con sus horas extras. Fue el primer aventurero en desarrollar múltiples habilidades de súper alcance, y también puede duplicar las suyas. Se enamora de Alina a primera vista e intenta constantemente cortejarla y que se una a su equipo, pues conoce su identidad secreta, pero ella siempre se niega y lo evita. También se muestra muy celoso cuando otros hombres se acercan a Alina para coquetear o cortejarla. A pesar de esto, la apoya, ya que no le cuenta a nadie su secreto. Logró que se uniera a su equipo en un momento dado, pero solo fue temporalmente, ya que Rufus lo obligó a despedirla.
Lyra (ライラ Raira?)
 Seiyū: Aoi Koga
Sanadora. Dos miembros de su grupo anterior fueron aniquilados por un jefe de piso. Cuando ambos miembros de la vanguardia resultaron gravemente heridos, debido a que el tanque perdió la agresividad del jefe, no soportó la idea de que solo pudiera salvar a uno de ellos, así que intentó curarlos a ambos sin éxito. Al no lograr curarlos por completo, el tanque del grupo perdió un brazo y un ojo a manos del jefe de piso, mientras que la vanguardia perdió la vida. El tanque la resentía tanto que la llamaba asesina, sin asumir ninguna responsabilidad por no haber podido contener la agresividad del jefe.
Lowe Rossbrender (ロウ・ロズブレンダ Rou Rozuburenda?)
 Seiyū: Rikuya Yasuda
Un mago negro que puede usar poderosa magia de ataque y sirve como retaguardia/atacante de la Espada Plateada. Es buen amigo de Jade, y se insinúa que podría tener sentimientos por Lululee, pero nunca los reconoce.
Lululi Ashford (ルルリ・アシュフォード Rururi Ashufōdo?)
 Seiyū: Yū Serizawa
La subalterna de Alina y nueva recepcionista. Está enamorada del Verdugo, pero luego se sorprende al descubrir que en realidad es Alina. Tiene un círculo mágico tallado en el brazo.

## Contenido de la obra

### Novela ligera
Durante su panel en Sakura-Con 2023, Yen Press anunció que obtuvieron la licencia de la novela ligera.

### Manga
Una adaptación a manga ilustrada por Suzu Yūki comenzó a publicarse en la revista Dengeki Daioh de ASCII Media Works el 28 de junio de 2021. La adaptación al manga también tiene licencia de Yen Press.

### Anime
Se anunció una adaptación al anime en el evento del 30 aniversario de Dengeki Bunko el 15 de julio de 2023. Más tarde se reveló que era una serie de televisión producida por CloverWorks y dirigida por Tsuyoshi Nagasawa, con composición de serie de Misuzu Chiba y diseños de personajes de Yoshihiro Osada y Shinichi Machida. La serie estaba inicialmente prevista para 2024, pero posteriormente se retrasó. La serie se estrenó el 11 de enero de 2025 en Tokyo MX y otros canales. El tema de apertura es "Perfect Day" interpretado por 310, mientras que el tema de cierre es "Ashita no Watashi ni Sachi Are" interpretado por Akari Nanawo. Crunchyroll obtuvo la licencia de la serie fuera de Asia. Medialink obtuvo la licencia de la serie en el sur y sudeste de Asia para su transmisión en el canal de YouTube de Ani-One Asia.